# José Germà Homet
José Germà Homet (Castellar del Vallés, 29 de abril de 1880-Sabadell, 17 de agosto de 1936) fue un empresario y político español, mecenas del deporte y alcalde del municipio de Sabadell entre 1934 y 1936.

## Biografía
Germà Homet nació en el seno de una familia de clase trabajadora y a los 5 años se trasladó con sus padres a Sabadell, donde cursó la escuela primaria en los escolapios. A los 10 años empezó a trabajar como aprendiz de cocinero, pero rápidamente pasó a trabajar en la fábrica de licores de los hermanos Capellades. A los 17 años se convirtió en socio de la empresa y posteriormente adquirió la parte de la propiedad.
En 1898 fundó la destilería Germà, una empresa que elaboró más de 20 tipos de licores y brandies durante más de 80 años. La marca Anis del Taup, creada en 1902, se hizo conocida en Europa y América, especialmente en Nueva York y Argentina, donde abrió importantes mercados.  También participó en diversas exposiciones en España y en el extranjero. Germà cuidó especialmente la publicidad, el diseño y la presentación de sus productos, llegando incluso a viajar a París para estudiar e inspirarse en el diseño de productos.
En 1908, Germà obtuvo la medalla de oro de Zaragoza y, en 1920, la Cruz del Mérito y la medalla de oro de Milán.
Germà fue una figura inquieta y activa en la vida de Sabadell, especialmente en el ámbito deportivo, siendo un gran aficionado desde joven, en especial al fútbol. Presidió el FC Atlético de Sabadell durante muchos años y el Centre d'Esports Sabadell, así como el aeroclub Sabadell y el aeroclub del Vallès. También fue tesorero de la Federación Catalana de Fútbol y la presidió entre 1918 y 1919.
Políticamente, José Germà era miembro de la Fraternidad Republicana Radical, la denominación local del partido de Alejandro Lerroux.
A raíz de la proclamación del Estado Catalán de 1934, el consejo municipal de Sabadell, presidido por el alcalde Magín Marcé, fue disuelto por orden gubernamental. Germà fue nombrado alcalde por la autoridad militar, tras consultar con la gestora. Fue alcalde de Sabadell desde octubre de 1934 hasta febrero de 1936, tiempo en el que ejerció el cargo con poderes limitados. Según Ricard Simó, durante su etapa como alcalde, "esquivó con dignidad todo tipo de presiones tendenciosas, que no fueron pocas. Gracias a su habilidad y a sus acertadas intervenciones ante la autoridad militar, pudo evitar y resolver arbitrariedades airadas contra ciertos ciudadanos de marcada relevancia política de la izquierda".
Tras el estallido de la guerra civil española, murió asesinado en la cuneta de la carretera de Castellar a Matadepera el 17 de agosto de 1936, cuando volvía de las Arenas. Según Castells, el alcalde José Moix advirtió a sus compañeros de partido que lo ocultaran, pero Germà se negó, alegando que no había hecho daño a nadie y que no tenía nada que temer ni ocultar.

## Homenajes
En 2011 se inauguró una plaza en Sabadell con su nombre. Un nieto suyo, Ramón Comadrán, volvió a abrir la empresa con el nombre de destilería Germà en 2013, que en 2015 ganó la Medalla de Oro 2015 en el Concurso Mundial de Bruselas por su ginebra Dry-Gin Germà Premium.